# 訃報 1991年5月
訃報 1991年5月（ふほう 1991ねん5がつ）では、1991年（平成3年）5月中に物故した、又は物故が報じられた人物についてまとめる。

## （1日 - 15日）

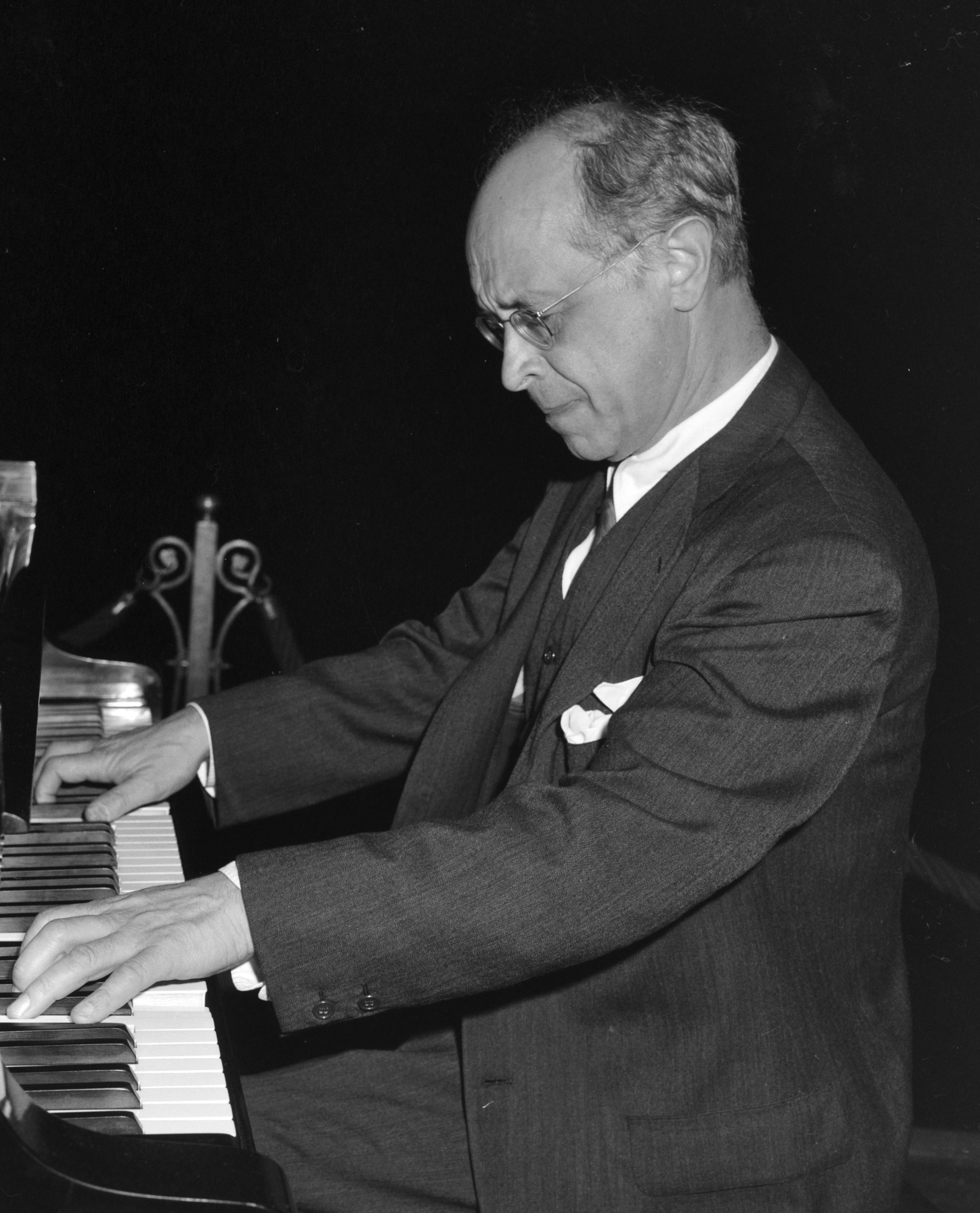
ルドルフ・ゼルキン / 5月8日没

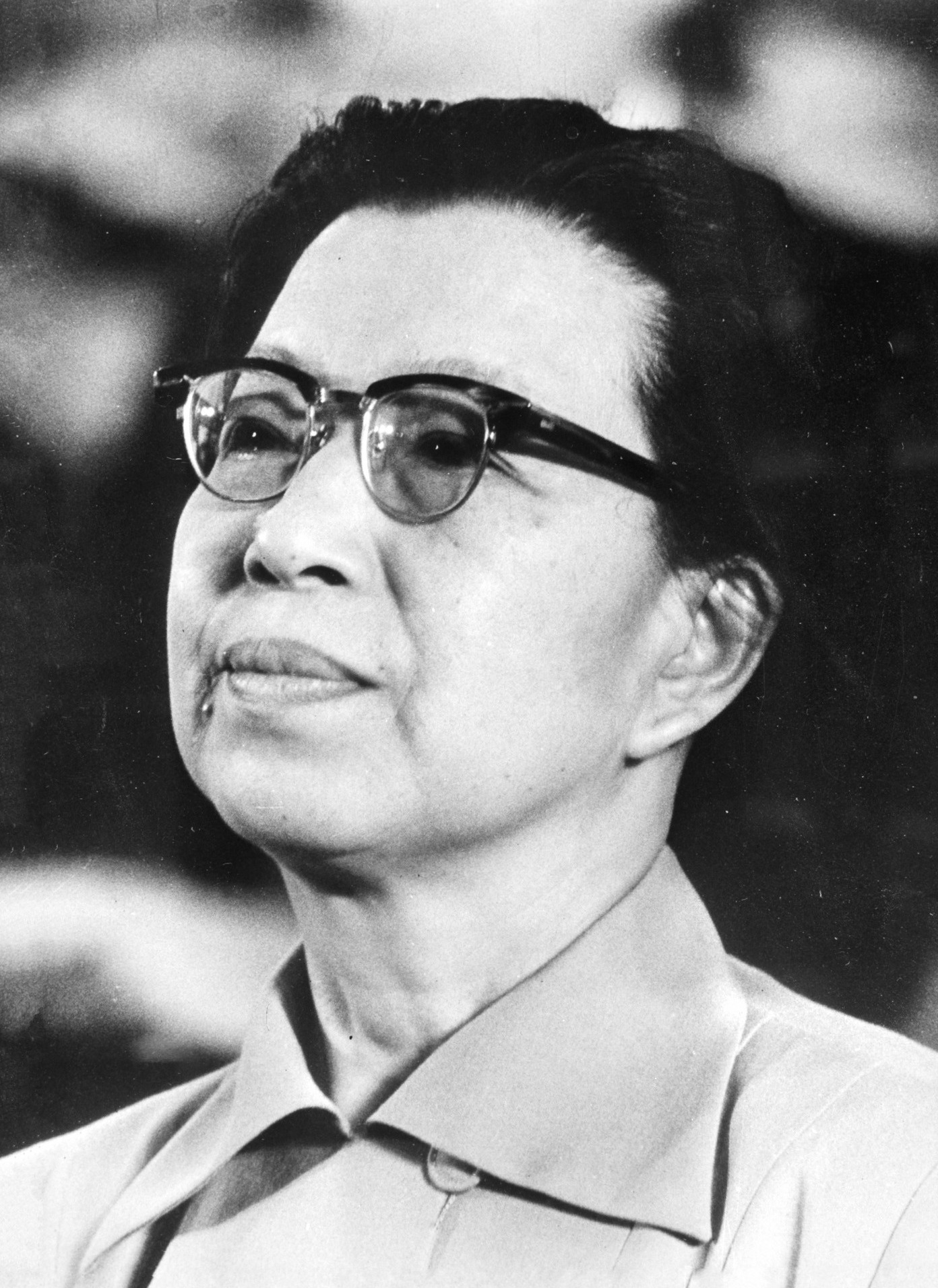
江青 / 5月14日没

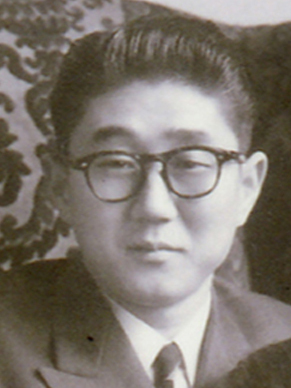
安倍晋太郎 / 5月15日没

- 5月1日 - チャールズ・エルトン、動物学者（* 1900年）
- 5月6日 - 名尾良孝、政治家（* 1917年）
- 5月7日 - 末永雅雄、考古学者（* 1897年）
- 5月8日 - ルドルフ・ゼルキン、ピアニスト（* 1903年）
- 5月10日 - 岩崎勝太郎、実業家（* 1914年）
- 5月14日 - 江青、毛沢東夫人・文化大革命期の四人組のひとり（* 1914年）
- 5月14日 - 三代目實川延若、歌舞伎役者（* 1921年）
- 5月15日 - 安倍晋太郎、政治家、元自由民主党幹事長（* 1924年）

## （16日 - 31日）

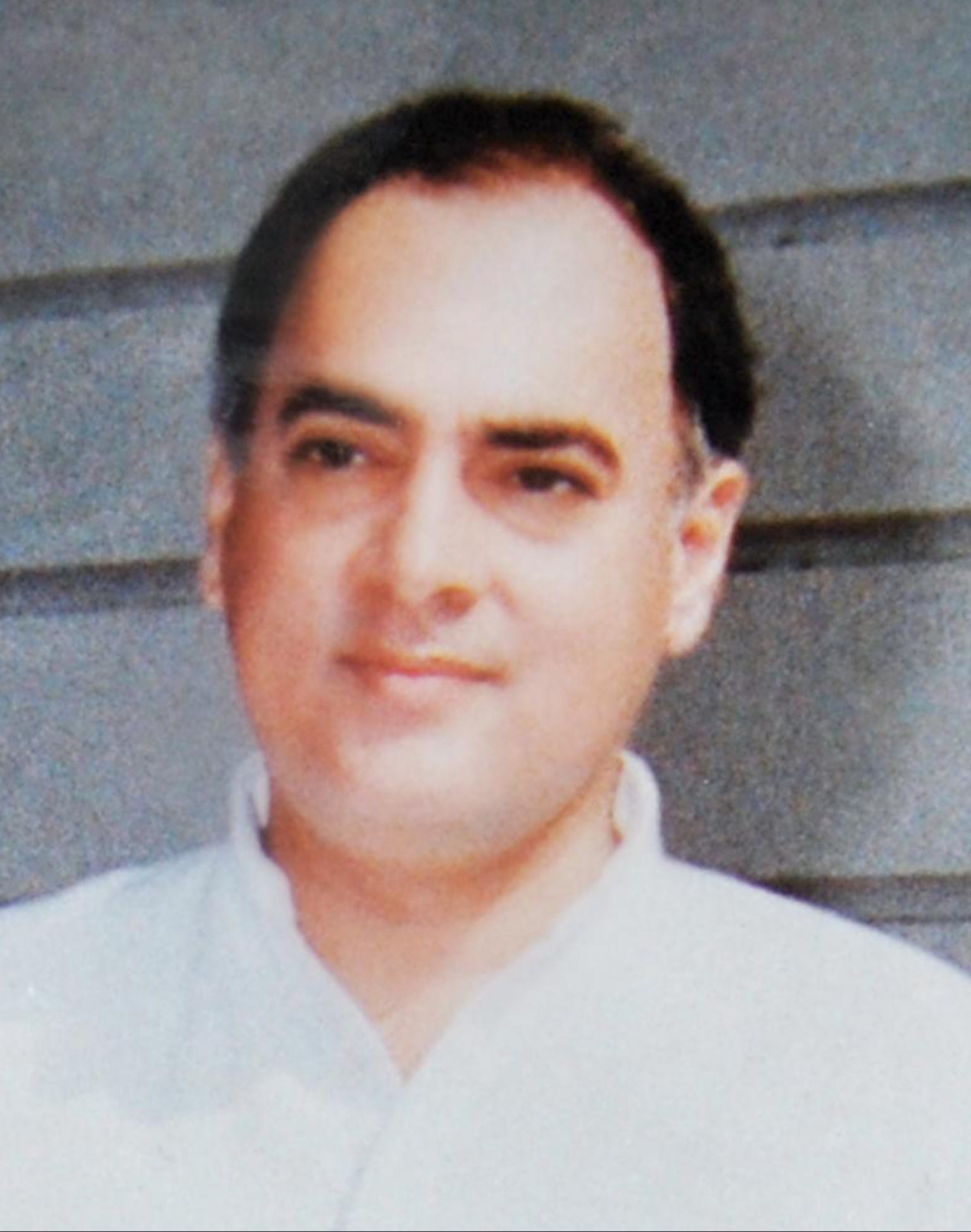
ラジーヴ・ガンディー / 5月21日没

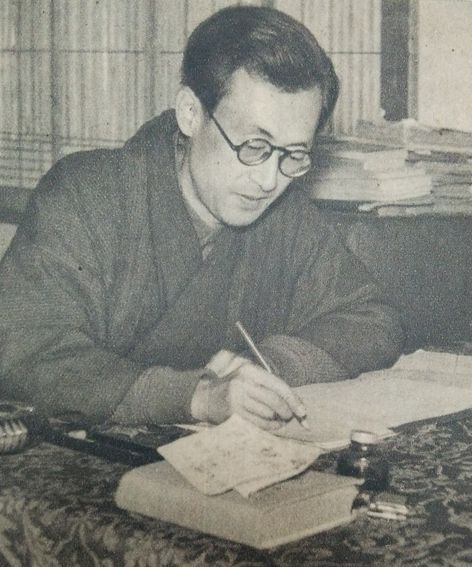
八住利雄 / 5月22日没

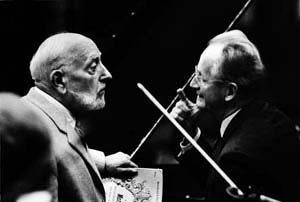
ヴィルヘルム・ケンプ（右） / 5月23日没

- 5月16日 - 中島葵、女優（* 1945年）
- 5月17日 - ジョージ・イヴリン・ハッチンソン、動物学者（* 1903年）
- 5月17日 - 大谷貴義、日美創業者（* 1905年）
- 5月19日 - 竹中労、ルポライター（* 1928年）
- 5月21日 - ラジーヴ・ガンディー、元インド首相（* 1944年）
- 5月22日 - 八住利雄、脚本家（* 1903年）
- 5月23日 - ヴィルヘルム・ケンプ、ピアニスト（* 1895年）